# Sven Hannawald
Sven Hannawald (Breitenbrunn, 9 novembre 1974) è un ex saltatore con gli sci tedesco, noto principalmente per aver vinto il Torneo dei quattro trampolini nel 2002 vincendo anche tutte e quattro le gare che la compongono, è stato inoltre il primo a vincere per due edizioni consecutive i Campionati mondiali di volo con gli sci.

## Biografia

### Carriera sciistica

#### Stagioni 1992-2001
Nato a Erlabrunn di Breitenbrunn, nell'allora Germania Est, dopo la riunificazione tedesca Hannawald, ancora adolescente, si trasferì all'Ovest, nella Foresta Nera, dove da tempo esisteva un importante centro di allenamento per gli sport invernali.
Pur avendo esordito nelle competizioni internazionali nel 1992 e in Coppa del Mondo il 6 dicembre di quell'anno a Falun (50°), non ottenne risultati significativi fino al 1998, quando ottenne il primo podio (2° a Innsbruck il 4 gennaio) e la prima vittoria (a Bischofshofen il 6 gennaio) in Coppa e arrivò secondo ai Mondiali di volo di quella stagione sul trampolino Heini Klopfer di Oberstdorf. Ai XVIII Giochi olimpici invernali di Nagano 1998 vinse l'argento nella gara a squadre, fu 14° nel trampolino normale e 48° nel trampolino lungo; a fine stagione si aggiudicò la Coppa del Mondo di volo con gli sci.
L'anno dopo si aggiudicò la medaglia d'argento nel trampolino grande ai Mondiali di Ramsau am Dachstein, in Austria, e l'oro nella gara a squadre. Nel 2000 vinse il suo primo titolo mondiale nel volo con gli sci e, per la seconda volta, la classifica di specialità di volo.

#### Stagione 2002
Il 2002 fu l'anno d'oro di Sven Hannawald. Cominciò ai primi di gennaio con la conquista della 50ª edizione del Torneo dei quattro trampolini, di cui vinse tutte e quattro le tappe, impresa mai riuscita a nessun altro prima di lui, saltando sempre con il pettorale numero 50. Già qualificato di diritto alle gare in quanto tra i primi quindici della Coppa del Mondo, non si presentò mai ai salti di qualificazione, e gli venne perciò assegnato l'ultimo posto, il 50°, nella lista di partenza.
Con il successo nel Torneo la sua popolarità salì alle stelle in Germania, dove il salto con gli sci è tra gli sport più seguiti. Molto apprezzato dal pubblico femminile per la sua avvenenza, "Hanni" (il diminutivo con cui è spesso chiamato) diventò uno dei personaggi più ricercati da sponsor e televisioni. Un altro suo soprannome, che gioca sull'assonanza con il diminutivo, è "Honey Wings" ("ali di miele"), usato soprattutto dalle sue ammiratrici.
A febbraio, ai XIX Giochi olimpici invernali di Salt Lake City 2002, Hannawald era uno dei favoriti, ma entrambe le medaglie d'oro individuali andarono a un outsider, il giovane svizzero Simon Ammann, che prima di allora non aveva mai vinto una gara. Hannawald vinse l'argento nel trampolino corto e la medaglia d'oro con la nazionale tedesca nella gara a squadre.
In marzo Hannawald si riconfermò campione del mondo di volo con gli sci. Nella classifica finale di Coppa del Mondo arrivò secondo, dietro al polacco Adam Małysz.

#### Stagioni 2003-2004

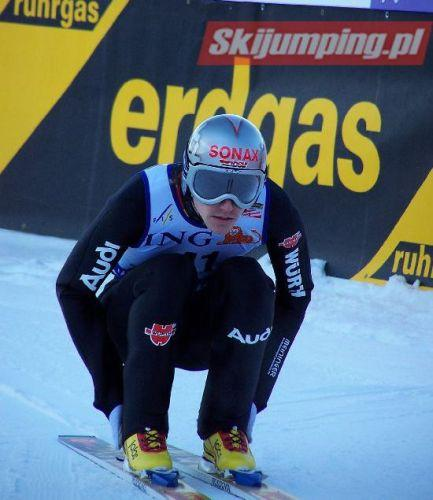
Sven Hannawald (2004)

Nella stagione successiva non riuscì a vincere nuovamente il Torneo nonostante il successo nella prima tappa di Oberstdorf, che aveva fatto sperare lui e l'intera Germania; alla fine del Torneo fu secondo dietro al finlandese Janne Ahonen. Ai Mondiali in Val di Fiemme finì fuori dal podio, anche nella gara a squadre. In Coppa del Mondo arrivò di nuovo secondo dietro a Małysz, vincitore per la terza volta consecutiva.
Nella stagione 2003-2004 i risultati di Hannawald peggiorarono sensibilmente. In generale, la crisi di risultati riguardava l'intera squadra tedesca, e dall'opinione pubblica si sollevarono critiche verso la gestione tecnica della nazionale. Ma nel caso di Hannawald ciò che preoccupava di più, non solo i tifosi ma anche l'intero ambiente del salto con gli sci, era l'eccessivo dimagrimento, fino all'anoressia. Nel salto con gli sci gli atleti devono essere leggeri per volare lontano, e devono quindi tenere sotto stretto controllo il peso. C'erano già stati altri casi di disordini alimentari tra i saltatori, ma il fatto che Hannawald fosse uno dei campioni più noti di questo sport faceva temere un pericoloso effetto di emulazione soprattutto nei ragazzi più giovani. Come contromisura, la Federazione Internazionale Sci ha adottato nuove regole, in vigore dalla stagione 2004-2005, che vincolano la lunghezza degli sci all'altezza e al peso del saltatore: gli atleti più magri sono penalizzati, dovendo utilizzare sci più corti.
Lasciate le gare prima della fine della stagione agonistica, nella primavera del 2004 Hannawald entrò in cura per depressione ed esaurimento psicofisico. Fuori dalle competizioni nella stagione 2004-2005, il 3 agosto 2005 ha annunciato il suo ritiro definitivo dalle gare.

### Altre attività
Dopo il ritiro Hannawald ha iniziato a lavorare come commentatore televisivo delle gare di salto e a praticare automobilismo a livello amatoriale.

## Palmarès

### Olimpiadi
- 3 medaglie:
  - 1 oro (gara a squadre a Salt Lake City 2002)
  - 2 argenti (gara a squadre a Nagano 1998; trampolino normale a Salt Lake City 2002)

### Mondiali
- 4 medaglie:
  - 2 ori (gara a squadre a Ramsau am Dachstein 1999; gara a squadre dal trampolino lungo a Lahti 2001)
  - 1 argento (trampolino lungo a Ramsau am Dachstein 1999)
  - 1 bronzo (gara a squadre dal trampolino normale a Lahti 2001)

### Mondiali di volo
- 3 medaglie:
  - 2 ori (individuale a Vikersund 2000; individuale a Harrachov 2002)
  - 1 argento (individuale a Oberstdorf 1998)

### Mondiali juniores
- 1 medaglia:
  - 1 bronzo (gara a squadre a Vuokatti 1992)

### Coppa del Mondo
- Miglior piazzamento in classifica generale: 2º nel 2002 e nel 2003
- Vincitore della Coppa del Mondo di volo nel 1998 e nel 2000
- 47 podi (40 individuali, 7 a squadre):
  - 19 vittorie (18 individuali, 1 a squadre)
  - 14 secondi posti (12 individuali, 2 a squadre)
  - 14 terzi posti (10 individuali, 4 a squadre)

#### Coppa del Mondo - vittorie
| Data             | Località               | Nazione  | Trampolino                                                            |
| ---------------- | ---------------------- | -------- | --------------------------------------------------------------------- |
| 6 gennaio 1998   | Bischofshofen          | Austria  | Paul Ausserleitner K120                                               |
| 24 gennaio 1998  | Oberstdorf             | Germania | Heini Klopfer K185                                                    |
| 19 febbraio 2000 | Tauplitz               | Austria  | Kulm K180                                                             |
| 10 marzo 2000    | Trondheim              | Norvegia | Granåsen K120                                                         |
| 12 marzo 2000    | Holmenkollen           | Norvegia | Holmenkollen K115                                                     |
| 18 marzo 2000    | Planica                | Slovenia | Letalnica K185 (con Michael Uhrmann, Martin Schmitt e Hansjörg Jäkle) |
| 19 marzo 2000    | Planica                | Slovenia | Letalnica K185                                                        |
| 1º dicembre 2001 | Titisee-Neustadt       | Germania | Hochfirst K120                                                        |
| 30 dicembre 2001 | Oberstdorf             | Germania | Schattenberg K115                                                     |
| 1º gennaio 2002  | Garmisch-Partenkirchen | Germania | Große Olympiaschanze K115                                             |
| 4 gennaio 2002   | Innsbruck              | Austria  | Bergisel K120                                                         |
| 6 gennaio 2002   | Bischofshofen          | Austria  | Paul Ausserleitner K120                                               |
| 12 gennaio 2002  | Willingen              | Germania | Mühlenkopf K130                                                       |
| 22 dicembre 2002 | Engelberg              | Svizzera | Gross-Titlis-Schanze K120                                             |
| 29 dicembre 2002 | Oberstdorf             | Germania | Schattenberg K115                                                     |
| 18 gennaio 2003  | Zakopane               | Polonia  | Wielka Krokiew K120                                                   |
| 19 gennaio 2003  | Zakopane               | Polonia  | Wielka Krokiew K120                                                   |
| 2 febbraio 2003  | Tauplitz               | Austria  | Kulm K185                                                             |
| 8 febbraio 2003  | Willingen              | Germania | Mühlenkopf K130                                                       |

#### Torneo dei quattro trampolini
- Vincitore del Torneo dei quattro trampolini nel 2002
- 8 podi di tappa[9]:
  - 6 vittorie
  - 2 secondi posti

#### Nordic Tournament
- 7 podi di tappa[9]:
  - 1 vittoria
  - 2 secondi posti
  - 4 terzi posti

#### Summer Grand Prix
- Vincitore della classifica generale nel 1999

## Riconoscimenti
Alla fine del 2002 Hannawald venne eletto "Sportivo dell'anno" in Germania.